# Boubaker Ayadi
Pour les articles homonymes, voir Ayadi.
Boubaker Ayadi, né le 6 mars 1949 à Souk El Arba, est un nouvelliste, romancier, traducteur et chroniqueur tunisien.

## Biographie
Après des études primaires dans sa ville natale, il rejoint sa famille à Tunis en 1958 où il poursuit ses études jusqu'en 1967. Il entame alors une carrière dans l'enseignement puis s'expatrie en Libye dans le cadre de la coopération technique pendant six ans. De retour à Tunis en 1979, il commence à publier ses premiers textes et connaît une ascension fulgurante. Chroniqueur au journal Assabah puis responsable de son supplément littéraire, rédacteur en chef adjoint de la revue Qissas, organe du Club des nouvellistes et romanciers dirigée par Mohamed Laroussi Métoui, son premier livre, Corridor du temps perdu paru en 1986, remporte le Prix national de la nouvelle. En 1988, il arrive en France pour des études en sciences de l'éducation et décide de s'y établir. Il vit depuis en région parisienne.
Il consacre également une partie de son temps à la production radiophonique et télévisuelle et à la littérature de jeunesse.

## Publications

### Livres en arabe
- Corridors du temps perdu (nouvelles), éd. Les 4 Vents, Tunis, 1986 (Prix national de la nouvelle)
- Les Maladies mortelles de la littérature (essai), éd. Institut des affaires culturelles, Bagdad, 1989
- Histoires de la fin de la nuit (nouvelles), éd. La Mouette, Tunis, 1992
- Histoire d'une flamme (nouvelles), éd. Al-It'haf, Tunis, 2000
- Le Rôdeur nocturne (roman), éd. Sahar, Tunis, 2000
- L'Autre rive (nouvelles), éd. Sama, Le Caire, 2001, rééd. Walidoff, Tunis, 2011
- Sentiers de l'errance (roman), éd. Andalûcia, Tunis, 2001
- Le Dernier des sujets (roman), éd. L'Harmattan, Paris, 2002
- L'Homme nu (roman), éd. Sud Éditions, Tunis, 2009 (Prix spécial du jury de la 13e édition des prix littéraires Comar d'or)
- Pérégrinations (nouvelles), éd. Waraqa, Tunis, 2009
- L'Ère du sou / de la souillure (roman), éd. Waraqa, Tunis, 2011

### Livres en français
- La Littérature de jeunesse d'expression arabe en Tunisie (intervention à l'Institut international Charles-Perrault en novembre 1999), éd. L'Harmattan, Paris, 2002
- Le Rêve du sultan (contes arabes), éd. L'Harmattan, Paris, 2006
- Le Présage (contes arabes), éd. L'Harmattan, Paris, 2007
- La Monture du roi Grenouille (contes arabes), éd. L'Harmattan, Paris, 2007
- Contes et légendes de Tunisie, éd. Flies France, Paris, 2008
- Asfour le devin (roman), éd. Seuil Jeunesse, Paris, 2010
- Les Aventures de Jeha, le malin aux mille ruses, éd. Flies France, Paris, 2010
- Le Roi qui aimait les contes (contes de Tunisie), trois volumes, éd. du Jasmin, Paris, 2010
- Une Chanteuse à Médine et autres contes arabes, éd. du Jasmin, Paris, 2012

### Contes pour enfants
- Le Menuisier paresseux, éd. Société tunisienne de diffusion, Tunis, 1987
- Le Cadeau de l'Aïd, éd. Société tunisienne de diffusion, Tunis, 1987
- Le Cordelier, éd. Al-Yamama, Tunis, 2006
- Le Clocher de la justice, éd. Al-Yamama, Tunis, 2006
- Chiro le chien, éd. Al-Yamama, Tunis, 2006
- Le Roi obèse, éd. Al-Yamama, Tunis, 2006
- L'Homme qui courait derrière sa chance, éd. Al-Yamama, Tunis, 2006
- Le Rêve étrange, éd. Al-Yamama, Tunis, 2006
- La Caravane de Maârouf, éd. Al-Yamama, Tunis, 2006
- Safouane le devin, éd. Al-Yamama, Tunis, 2006

### Scénarios de feuilletons et films TV pour enfants
- Le Vieux marchand de fleurs (premier prix au Festival des radios et TV arabes), Le Caire, juillet 1995

## Feuilletons radiophoniques pour enfants
- Le Petit prince et le vieillard (médaille d'or au Festival des radios et TV arabes), Le Caire, juillet 1999
- La Colline de Shèdi (médaille d'or au Festival des radios et TV arabes), Le Caire, juillet 2000

## Émissions culturelles pour enfants
- L'Oasis des enfants (2e prix au Festival  de l'Union des radios arabes), Tunis, septembre 2001
- Contes des 4 coins du monde (1), réalisée par Radio Tunis, 2002-2003
- Contes des 4 coins du monde (2), réalisée par Radio Tunis, 2003-2004